# Франц Фердинанд
Франц Фе́рдинанд Карл Лу́двиг Йо́сиф фон Ха́бсбург, е́рцхерцог д’Е́сте (на немски: Franz Ferdinand von Österreich-Este) е племенник на австро-унгарския император Франц-Йосиф и наследник на австро-унгарския трон от 1896 г.
Става широко известен след убийството му при Сараевския атентат, превърнал се в непосредствен повод за започване на Първата световна война.

## Живот
Франц Фердинанд е най-възрастният син на ерцхерцог Карл Лудвиг (по-малък брат на императора Франц Йосиф, 1833 – 1916) и Мария Анунциата, принцеса на Двете Сицилии (1843 – 1871).
През 1896 г., след кончината на баща си, става наследник на австро-унгарския престол. Но за престола той е готвен още от самоубийството през 1889 г. на братовчед си, кронпринца Рудолф, единствен син на австро-унгарския император.
През 1892 г. прави околосветско пътешествие, чието описание („Tagebuch meiner Reise um die Erde“) излиза във Виена през 1895 – 1896 г. През 1898 г. е назначен за заместник на престарелия император и върховен главнокомандващ на армията.
През 1900 г. Франц Фердинад сключва морганатичен брак с чешката графиня Софи Хотек (1868 – 1914), получила след сватбата титлата княгиня Хохенберг. Преди бракосъчетанието, извършено със съгласието на императора, Франц Фердинанд тържествено се отказва от правото на своите бъдещи деца да наследяват австро-унгарския престол.
Височайшата двойка има една дъщеря София и двама сина: Максимилиан и Ернст, които носят фамилията Есте и титлата княз Хохенберг. През 1938 г. двамата сина, след като са се противопоставили на Аншлуса на Австрия, са изпратени в концлагера Дахау. Максимилиан е освободен след 6 месеца, а Ернст е прехвърлен в други лагери и е освободен през 1943 г. Те преживяват войната и оставят многобройно потомство.
Франц Фердинанд планира след възкачването си на трона да управлява под името Франц II. Той е отявлен поддръжник на католическата църква и клерикализма, но проявява по-голям либерализъм по отношение на отделните националности в империята.
През 1902 г. ерцхерцогът, в качеството си на председател на Пражката академия, получава за утвърждаване списък с избраните почетни членове на академията и задрасква от него името на Лев Толстой.
В политическо отношение Франц Фердинанд е несъмнен реалист. Около 1906 г. той съставя план за преобразованията в Австро-Унгария, който в случай, че бъде осъществен, би могъл да продължи дните на Хабсбургската империя, снижавайки градуса на междунационалните противоречия. Съгласно този план Империята се превръщала в „Съединени щати на Велика Австрия“ – триединна държава (или Австро-Унгаро-Славия), състояща се от 12 национални автономии за всяка по-голяма националност, живееща под скиптъра на императора. От тази триалистична концепция най-печеливши биха се почувствали представителите на славянските народности. Най-отявлени врагове обаче са ѝ били унгарските елити, които имали власт над 1/2 от територията на страната.
Франц Фердинанд недолюбва руснаците и още повече сърбите, но категорично застава срещу евентуална война със Сърбия, за каквато настоява военният генералитет.

## Убийство
На 28 юни 1914 г. ерцхерцогът заедно със съпругата си пристига в Сараево по покана на генерал Оскар Потиорек. Младежкото бунтовническо формирование „Млада Босна“, свързано със сръбската националистическа организация „Черна ръка“, взело решение да се възползва от случая и да убие ерцхерцога като отмъщение за анексирането на Босна и Херцеговина от страна на Австро-Унгария през 1908 г. Убийството било поверено на група от седмина млади заговорници, повечето от които православни сърби, родени в Босна. 
Височайшата двойка пристига в Сараево с влака преди 10 часа сутринта в неделя. В 10:10 кортежът от шест автомобила (ерцхерцогът и съпругата му пътували във втората, заедно с ген. Потиорек) минава през града, приветстван от тълпите и се приближава до крайбрежната улица на р. Милячка, където се спотайват атентаторите.
Гимназистът Неделко Чабринович първи хвърля по кортежа бомба, която убива един шофьор и ранява няколко души. Терористът е заловен на място. Височайшият австриец посещава градската ратуша и се отправя в болницата, за да посети ранените от бомбата. Шофьорът на ерцхерцога по погрешка завива в странична уличка и забелязвайки много скоро заблудата си, прави опит да върне колата на заден ход, като при това с бавната си скорост превръща Франц Фердинанд в леснодостъпна мишена. По странно съвпадение наблизо се намирал Гаврило Принцип, който незабавно излиза на улицата, изважда приготвения пистолет FN 1910 и стреля два пъти – в ерцхерцога и жена му. И двете рани се оказали фатални и жертвите починали само за няколко минути.
Гибелта на втория човек в Империята от ръката на сръбските националисти се превръща в идеален повод за Австро-Унгария да обяви 48-часов ултиматум на Сърбия с преднамерено неизпълними изисквания. Сърбия е поддържана от Русия, която счита нейната територия за сфера на своите жизненоважни интереси и, заставайки на нейна страна, се включва в един привидно локален конфликт, който скоро разпалва световен пожар.
Понеже децата на Франц Фердинанд били родени от морганатичен брак, то новият наследник на Франц Йосиф I става 27-годишният ерцхерцог Карл I, племенник на Франц Фердинанд – син на по-малкия му брат Ото, починал през 1906 г. През 1916 г. той става последният владетел на Австро-Унгария.